# Dichotomius gamboaensis
Dichotomius gamboaensis là một loài bọ cánh cứng trong họ Bọ hung (Scarabaeidae).